# دی‌فیودنت
دی‌فیودنت (انگلیسی: Diphyodont) هر جانوری است که دو مجموعه از دندان، ابتدا دندان‌های شیری و در ادامه دندان‌های دائمی داشته باشد. اکثر پستان‌داران دی‌فیودنت هستند چرا که جویدن غذایشان یک مجموعهٔ کامل، قوی و بادوام از دندان نیاز دارد.
دی‌فیودنت در مقابل پلی‌فیودنت هستند که دندان‌هایشان مرتباً جایگزین می‌شود. دی‌فیودنت‌ها از مونوفیودنت متفاوت هستند که جانورانی هستند که فقط یک مجموعه از دندان که در یک دورهٔ طولانی تغییر نمی‌کنند دارند.